# Гродненський консервний завод
ВАТ «Гродненський консервний завод» (біл. ААТ Гродзенскі кансервавы завод) — білоруська компанія з виробництва харчових продуктів, що розташована у Гродні.

## Історія
Заснований 1958 року, є одним з найбільших виробників консервованих фруктів та овочів, фруктів та ягід, соків та пюре. 2008 року було завершено реконструкцію заводу. Асортимент продукції — понад 150 найменувань. Уся продукція заводу виробляється тільки у склі. Компанія впровадила систему управління якістю ISO-9001 та систему управління якістю та безпекою харчових продуктів на основі принципів HACCP.